# Guerra seminole (1835-1842)
La guerra seminole (1835-1842), anche nota come seconda guerra seminole, segnò il riaccendersi della contesa tra il governo degli Stati Uniti d'America e l'insieme di etnie di nativi americani collettivamente conosciuti come Seminole. Fu il più lungo e costoso conflitto sostenuto dagli USA durante le guerre indiane.

## Antefatto
Bande di varie tribù negli Stati Uniti sud-orientali si erano spostate in terre della Florida non occupate, nel 18º secolo. Queste comprendevano il popolo Alabama, i Choctaw, Yamasee, Yuchi e i Creek. I Creeks erano il gruppo più numeroso, e comprendevano i Lower Creek, gli Upper Creek, ed entrambi gli Hitchiti e i parlanti Muscogee. Un gruppo di parlati Hitchiti, i Mikasuki, si sistemarono intorno a quello che oggi è noto come Lago Miccosukee vicino a Tallahassee. Un altro gruppo di parlanti Hitchiti si sistemò intorno alla prateria Alachua, in cui si trova ora la Contea di Alachua. Gli Spagnoli in St. Augustine presero a chiamare gli Alachua Creeks cimarrones, che grosso modo significa "selvaggi" o "fuggiaschi", che è probabilmente l'origine di "Seminole". Questo nome infine fu anche applicato ad altri gruppi in Florida, sebbene i Nativi Americani vedano sé stessi come membri di tribù diverse. Tra gli altri gruppi in Florida al tempo delle guerre contro i Seminole vi erano gli "Indiani Spagnoli", così chiamati poiché si credeva che essi discendessero dai Calusa e dagli "Indiani rancho", persone discendenti da nativi americani, probabilmente sia Calusa che Creek, e mescolanza di nativi americani e discendenti spagnoli, abitanti i campi di pescatori ispano-cubani sulle coste della Florida.

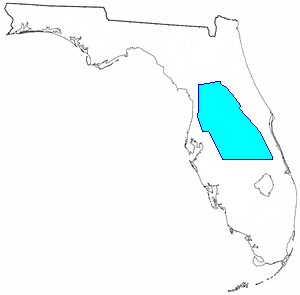
Il trattato di Moultrie Creek provvide una riserva nella Florida Centrale per i Seminole.

Gli Stati Uniti e la Spagna erano ai ferri corti sulla Florida dopo che il Trattato di Parigi aveva posto termine alla Guerra d'indipendenza americana e restituite la Florida orientale e quella occidentale al controllo spagnolo. Gli Stati Uniti contestarono i confini della Florida occidentale. Essi accusavano le autorità spagnole di dare ospitalità agli schiavi fuggitivi e di non impedire ai Nativi Americani che vivevano in Florida dal compiere razzie negli Stati Uniti. Nel 1810, gli Stati Uniti occuparono e annessero parti della Florida occidentale. Nel 1818 Andrew Jackson condusse un'invasione della Florida, che portò alla Prima guerra Seminole.
Gli Stati Uniti acquistarono la Florida dalla Spagna con il Trattato Adams-Onís del 1819 e presero possesso del territorio nel 1821. Ora che la Florida apparteneva agli Stati Uniti, i coloni fecero pressioni sul governo per cacciare i Seminole. Nel 1823 il governo negoziò con i Seminole il Trattato di Moultrie Creek, che stabilì una riserva per loro nel centro del territorio. A sei capi, comunque, fu consentito di mantenere i loro villaggi lungo il fiume Apalachicola.

### Trattato di Payne Landing
Nella primavera del 1832 i Seminole nella riserva furono chiamati a un incontro a Payne's Landing sul fiume Oklawaha. Il trattato ivi negoziato richiese lo spostamento dei Seminole verso ovest, se il territorio fosse stato trovato adatto. Essi stavano per essere insediati nella riserva Creek e divenire parte della tribù Creek. La delegazione dei sette capi che dovevano esaminare la riserva non lasciarono la Florida fino all'ottobre 1832. Dopo che i capi avevano percorso l'intera area per parecchi mesi e conferito con i Creeks che vi si erano già stabiliti, il 28 marzo 1833 il governo federale redasse un trattato con le firme dei capi.
Al ritorno dalla Florida, comunque, la maggior parte dei capi rinunciò all'accordo, sostenendo di non averlo firmato o che erano stati costretti a farlo. Essi dissero di non avere il potere di decidere per tutte la tribù e bande che risiedevano nella riserva.
Anche alcuni ufficiali dell'U.S. Army sostennero che i capi erano stati "indotti e costretti a firmare." Altri notarono che "vi era evidenza di inganno da parte dei bianchi nel modo in cui il trattato era stato formulato" I membri dei villaggi nella zona del fiume Apalachicola furono persuasi più facilmente, avendo essi sofferto più intrusioni da parte degli Euro-Americani; essi si trasferirono a ovest nel 1834.

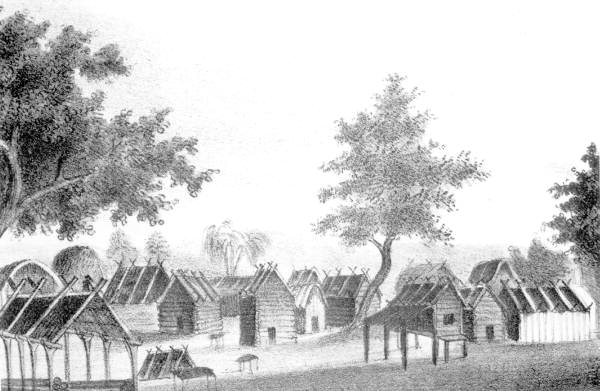
Questa immagine di un villaggio Seminole mostra le cabine in cui essi vivevano prima delle distruzioni della Seconda Guerra Seminole.

Il Senato degli Stati Uniti finalmente ratificò il Trattato di Payne's Landing nell'aprile 1834. Il trattato aveva dato ai Seminole tre anni per spostarsi a ovest del Mississippi. Il governo interpretò i tre anni a partire dal 1832 e si aspettava che i Seminole si spostassero nel 1835.
Fort King fu riaperto nel 1834. Un nuovo agente per i Seminole, Wiley Thompson, aveva avuto l'incarico nel 1834, e il compito di convincere i Seminole a spostarsi toccò a lui. Egli convocò i capi insieme a Fort King nell'ottobre 1834 per dir loro di spostarsi a ovest. Ma i Seminole dissero a Thompson che essi non avevano alcuna intenzione di spostarsi e che non si sentivano legati al Trattato di Payne's Landing. Thompson chiesa rinforzi per Fort King e Fort Brooke, riferendo che "gli Indiani, dopo che hanno ricevuto le annualità, hanno acquistato un'insolitamente grande quantità di polvere & piombo." Il generale Clinch avvisò Washington che i Seminole non intendevano andarsene, e che occorrevano più truppe per costringerli a muoversi.
Nel marzo 1835 Thompson riunì insieme i capi per leggere loro una lettera del Presidente Andrew Jackson. In questa lettera, Jackson diceva: "Se voi doveste... rifiutarvi di spostarvi, io ho ordinato all'ufficiale Comandante di farvi spostare con la forza." I capi chiesero trenta giorni per rispondere. Un mese dopo i capi Seminole dissero a Thompson che essi non si sarebbero spostati verso ovest. Thompson e i capi iniziarono a discutere e il generale Clinch dovette intervenire per prevenire una carneficina. Alla fine, otto fra i capi accettarono di spostarsi verso ovest, ma chiesero di differire lo spostamento fino alla fine dell'anno e Thompson e Clinch acconsentirono.
Cinque tra i più importanti capi Seminole, compreso Micanopy dei Seminole Alachua, non erano d'accordo di spostarsi. Per rappresaglia, Thompson dichiarò che questi capi sarebbero stati rimossi dalle loro posizioni. Quando i rapporti con i Seminole si deteriorarono, Thompson proibì la vendita a loro di armi da fuoco e munizioni. Osceola, un giovane guerriero che cominciava a essere notato dagli Europei Americani, era particolarmente contrariato a causa del divieto, sentendo che ciò equiparava i Seminole a schiavi e disse: 
(Osceola)
 A dispetto di questo, Thompson considerava Osceola un amico, e gli diede un fucile. Più tardi, tuttavia, quando Osceola provocò dei guai, Thompson lo incarcerò per una notte a Fort King. Il giorno dopo, per garantirsi il rilascio, Osceola accettò di sottostare al Trattato di Payne's Landing e di indurre i suoi seguaci a spostarsi.
La situazione peggiorò. Un gruppo di europei americani assalì alcuni Indiani seduti intorno a un fuoco da campo. Altri due Indiani arrivarono durante l'assalto e aprirono il fuoco sugli europei americani. Tre europei americani furono feriti, un Indiano fu ucciso e uno ferito. Nell'agosto del 1835, il soldato Kinsley Dalton (dal quale prende il nome Dalton, in Georgia) fu ucciso dai Seminole mentre portava la posta da Fort Brooke a Fort King. In novembre, il capo Charley Emathla, non volendo prendere parte a una guerra, condusse il suo popolo a Fort Brooke, dove furono fatti salire su treni diretti verso ovest. Questo fu considerato un tradimento dagli altri Seminole. Osceola trovò Charley Emathla sul treno e lo uccise.

## Svolgimento

### Il massacro di Dade

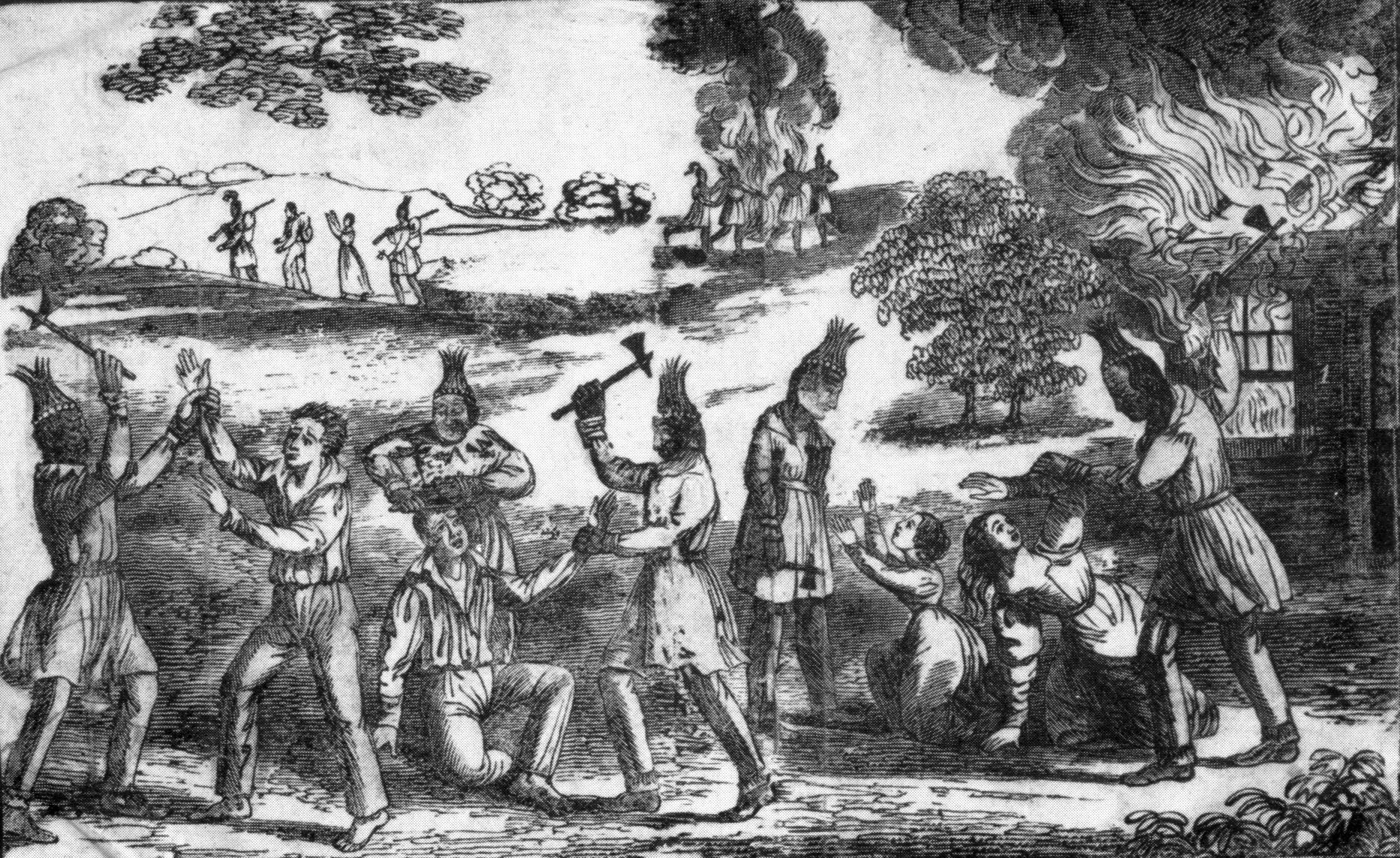
Coloni bianchi massacrati dai Seminole. Da un libro del 1836.

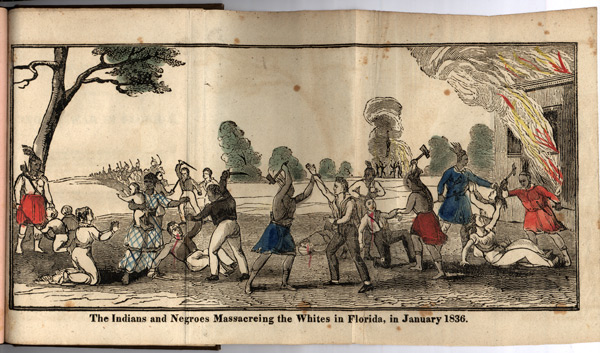
Illustrazione da un libro del 1836 sull'assassinio di una donna da parte dei Seminole

Allorché si rese conto che i Seminole avrebbero fatto resistenza al loro trasferimento, la Florida cominciò a prepararsi per la guerra. La Milizia di St. Augustine chiese al Dipartimento della Guerra in prestito 500 moschetti. Cinquecento volontari furono mobilitati sotto il Brigadier Generale Richard K. Call. Gli Indiani in guerra razziavano fattorie e insediamenti e le famiglie fuggivano nei forti, nelle grandi città o altrove fuori del territorio. Un gruppo di indiani in guerra, guidati da Osceola, catturarono un treno di rifornimenti, uccidendo otto delle sue guardie e ferendone altri sei. Gran parte dei beni rapiti furono recuperati dalla milizia in un altro combattimento pochi giorni dopo.
Piantagioni di zucchero lungo la costa atlantica a sud di St. Augustine furono distrutte, con molti degli schiavi delle piantagioni che si unirono ai Seminole.
L'U.S. Army aveva 11 compagnie, circa 550 soldati, stanziati in Florida e temeva di non venire sopraffatto dai Seminole. C'erano tre compagnie a Fort Brooke e altre due erano attese da un momento all'altro, così fu deciso di inviare due compagnie a Fort King. Il 23 dicembre 1835 due compagnie per un totale di 110 uomini, al comando del Maggiore Francis L. Dade, lasciarono Fort Brooke. I Seminole seguirono di nascosto i soldati in marcia per cinque giorni. Il 28 dicembre i Seminole tesero un'imboscata ai soldati e li uccisero tutti tranne tre del comando: l'evento passò alla storia come il Massacro di Dade. Solo tre bianchi sopravvissero alla battaglia. Edwin De Courcey fu cacciato e ucciso il giorno successivo da un Seminole. Gli altri due sopravvissuti, Ransome Clarke e Joseph Sprague, tornarono a Fort Brooke.
Solo Clarke, che morì a causa delle ferite riportate qualche anno dopo, lasciò una narrazione della battaglia dal punto di vista dell'Esercito. Joseph Sprague era disarmato e visse ancora per un po', ma non fu in grado di fornire un resoconto della battaglia poiché aveva trovato immediato rifugio in un vicino stagno. I Seminole persero tre uomini e cinque restarono feriti. Nello stesso giorno del Massacro di Dade, Osceola e i suoi uomini spararono e uccisero Wiley Thompson e sei altri fuori di Fort King.
In febbraio, il maggiore Ethan A. Hitchcock fu tra coloro che trovò i resti dello scontro di Dade. Sul suo giornale egli scrisse a proposito della scoperta ed espresse la sua amarezza sul conflitto:
Il governo sbaglia e questa è la causa principale della continua opposizione degli Indiani, che hanno nobilmente difeso il loro paese contro il tentativo di costringerli a un trattato fraudolento. I nativi usarono ogni mezzo per evitare la guerra ma vi furono costretti dalla tirannia del nostro governo.
Il 29 dicembre il generale Clinch lasciò Fort Drane (recentemente stabilitosi sulla sua piantagione a circa venti miglia (32 km) a nordovest di Fort King) con 750 soldati, compresi 500 volontari. Essi stavano andando nel caposaldo dei Seminole chiamato Cove of the Withlacoochee, un’area con numerosi laghi sul lato sudovest del fiume Withlacoochee. Quando raggiunsero il fiume, essi non trovarono il guado e le truppe di Clinch dovettero attraversare il fiume usando una sola canoa trovata sul posto. Quando essi furono dall’altra parte e si rilassavano, i Seminole attaccarono. Le truppe sopravvissero solo inserendo le baionette e caricando i Seminole, con la perdita di quattro morti e 59 feriti. La milizia fornì la copertura mentre le truppe dell'esercito si ritiravano attraverso il fiume.
Il 6 gennaio 1836 una banda di Seminole attaccò la piantagione di Zamia pumila di William Cooley sul New River (oggi Fort Lauderdale), uccidendone moglie e figli e il tutore dei figli. Gli altri residenti della zona del New River e della baia di Biscayne a sud fuggirono a Key West. Il 17 gennaio, volontari e Seminole si scontrarono a sud di St. Augustine nella Battaglia di Dunlawton. I volontari persero quattro uomini ed ebbero tredici feriti. Il 19 gennaio 1836 lo sloop-of-war della Marina USS Vandalia fu inviato alla Baia di Tampa da Pensacola. Lo stesso giorno 57 Marine furono inviati da Key West per aiutare Fort Brooke.

### La spedizione del generale Gaines
L'esercito regolare americano era molto piccolo allora, con meno di 7500 uomini in organico per 53 luoghi. Esso era sparso per sorvegliare il confine Canada–US, fortificazioni da gestire e specialmente gli Indiani che si spostavano verso ovest da sorvegliare e tenere separati dai coloni bianchi. Necessità contingenti di truppe addizionali furono soddisfatte con milizie statali e territoriali e con unità di volontari. Quando si diffusero notizie e dicerie dei combattimenti, furono intraprese azioni a vari livelli. Al Maggior Generale Winfield Scott fu assegnata la responsabilità della guerra. Il Congresso stanziò 620 000 US$ per la guerra. Compagnie di volontari cominciarono a formarsi in Alabama, Georgia e Carolina del Sud. Il generale Gaines mise insieme una forza di 1100 regolari e volontari a New Orleans e salpò con essi per Fort Brooke.

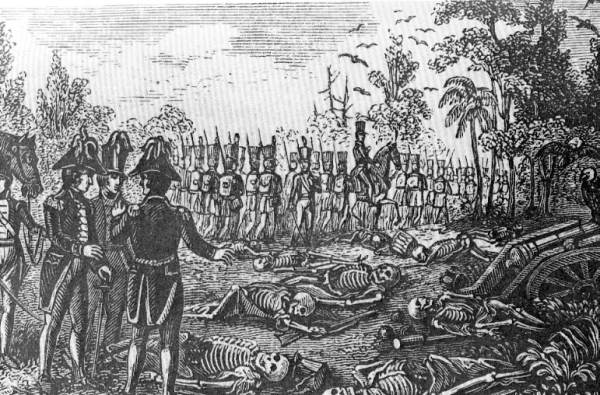
Veduta della fine del Maggior Dade e del suo Comando

Quando Gaines raggiunse Fort Brooke, lo trovò a corto di provviste. Credendo che il generale Scott avesse inviato provviste a Fort King, Gaines condusse i suoi uomini a Fort King. Lungo il cammino essi trovarono il luogo del Massacro di Dade e seppellirono i corpi in tre fosse comuni. La forza raggiunse Fort King dopo nove giorni, solo per scoprire che essi erano piuttosto a corto di provviste. Dopo aver ricevuto razioni per sette giorni dal generale Clinch a Fort Drane, Gaines tornò verso Fort Brooke. Sperando di concludere qualcosa con i suoi sforzi, Gaines portò i suoi uomini per una diversa via verso Fort Brooke, intendendo attaccare i Seminole nel loro caposaldo nella insenatura del fiume Withlacoochee. A causa della mancata cognizione della zona, il gruppo di Gaines raggiunse lo stesso punto sul Withlacoochee dove Clinch si era scontrato con i Seminole un mese e mezzo prima, e ci volle un altro giorno per trovare il guado, mentre le due parti si scambiavano colpi di arma da fuoco attraverso il fiume.
Quando l'attraversamento fu tentato al guado di Withlacoochee, il tenente James Izard fu ferito (e più tardi morì). Il generale Gaines fu colpito. Egli non poteva attraversare il fiume, e se fosse tornato a Fort King i suoi uomini non avrebbero avuto sufficienti razioni. Gaines fece costruire dai suoi uomini una fortificazione che chiamarono Camp Izard e inviarono un messaggio al generale Clinch. Gaines sperava che i Seminole si sarebbero concentrati intorno a Camp Izard e che le forze di Clinch avrebbero potuto allora colpire i Seminole sul fianco, schiacciandoli tra due forze. Il generale Scott, comunque, che era responsabile della guerra, ordinò a Clinch di rimanere a Fort Drane. Gli uomini di Gaines furono presto ridotti a mangiare i loro cavalli e i loro muli e in un'occasione anche un cane, mentre la battaglia proseguì per otto giorni. Ancora a Fort Drane, Clinch chiese che il generale Scott cambiasse i suoi ordini e gli consentisse di portare aiuto a Gaines. Clinch finalmente decise di disobbedire a Scott e andò a raggiungere Gaines appena un giorno prima che arrivasse a Fort Drane l'autorizzazione di Scott a farlo. Clinch e i suoi uomini raggiunsero Camp Izard il 6 marzo, cacciando via i Seminole.

### La campagna del generale Scott

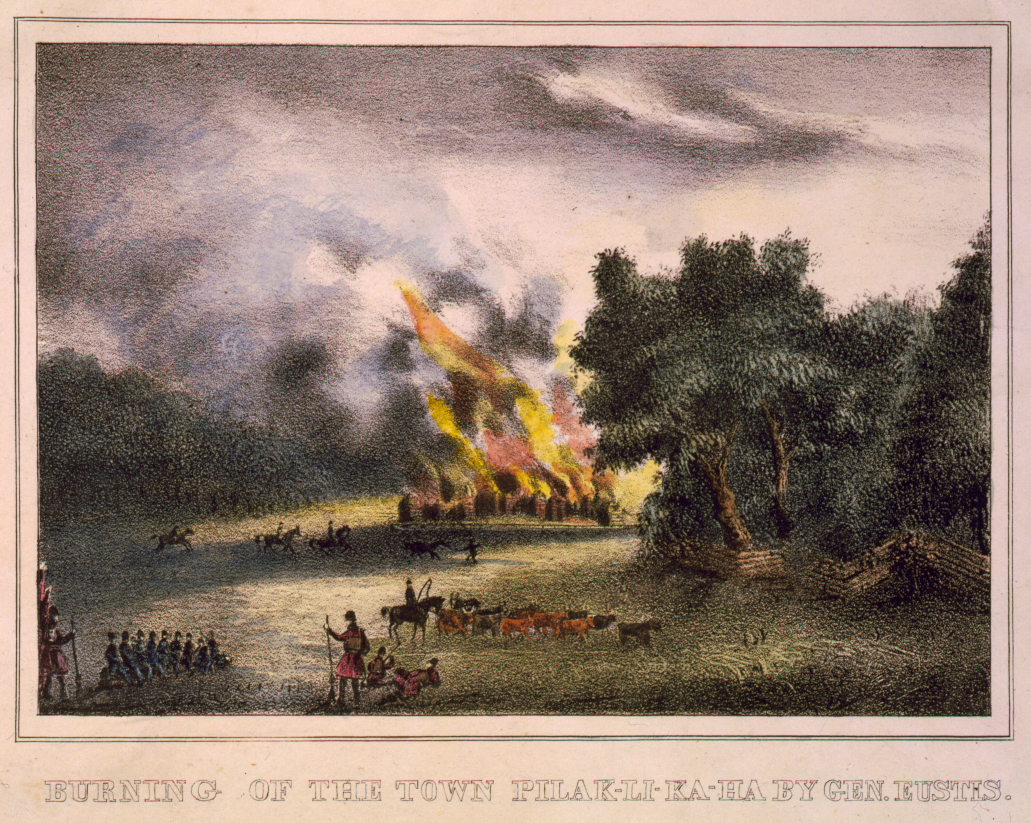
Gen. Eustis bruciò Pilaklikaha, o Abraham's Town, sulla sua via per raggiunger la campagna del Gen. Scott.

Il generale Scott aveva iniziato a raccogliere uomini e provviste per una grande campagna contro i Seminole. Tre colonne, per un totale di 5000 uomini, dovevano to convergere sull'insenatura del Withlacoochee, intrappolando i Seminole con una forza sufficiente a sconfiggerli. Scott avrebbe accompagnato una colonna, sotto il comando del Generale Clinch, spostandosi a sud da Fort Drane. Una seconda colonna, al comando del Brigadier Generale Abraham Eustis, avrebbe viaggiato verso sudovest da Volusia, una città sul fiume Saint Johns. La terza ala, al comando del Col. William Lindsay, si sarebbe spostata verso nord da Fort Brooke. Il piano era che le tre colonne arrivassero all'insenatura simultaneamente, così da prevenire la fuga dei Seminole. Si riteneva che Eustis e Lindsay fossero sul posto il 25 marzo, cosicché la colonna di Clinch potesse condurre i Seminole da loro.
Sulla via da St. Augustine a Volusia per assumere la posizione di partenza, il Gen. Eustis trovò Pilaklikaha, o Palatlakaha (Palatka in Florida), nota anche come Abraham's Town. Abraham era stato un membro del Corpo coloniale dei Marine ed era presente, e preso in custodia, alla battaglia di Negro Fort. In custodia solo per breve tempo, esso era un capo dei Black Seminole, e interprete per i Seminole, che giocò un ruolo critico durante la Seconda Guerra Seminole. Eustis incendiò la città prima di dirigersi a Volusia.
Tutte e tre le colonne erano in ritardo. Eustis partì con due giorni di ritardo da Volusia a causa di un attacco dei Seminole. Le colonne di Clinch e Lindsay raggiunsero le loro posizioni solo il 28 marzo. A causa dei problemi di passare per un territorio di cui non vi erano mappe, la colonna di Eustis non arrivò fino al 30 marzo. Clinch attraversò il Withlacoochee il 29 marzo per attaccare i Seminole nell'insenatura, ma trovò i villaggi deserti. La colonna di Eustis combatté una schermaglia con alcuni Seminole prima di raggiungere la postazione assegnatagli, ma con l'intera azione aveva ucciso o catturato solo pochi Seminole. Il 31 marzo tutti e tre i comandanti, essendo a corto di provviste, si diressero verso Fort Brooke. L'insuccesso della spedizione nell'impegnare effettivamente i Seminole fu visto come una sconfitta e ne furono incolpati il tempo troppo breve per la sua pianificazione e il clima inospitale.

### Il ritiro dell'Esercito e il tentativo del Governatore Call

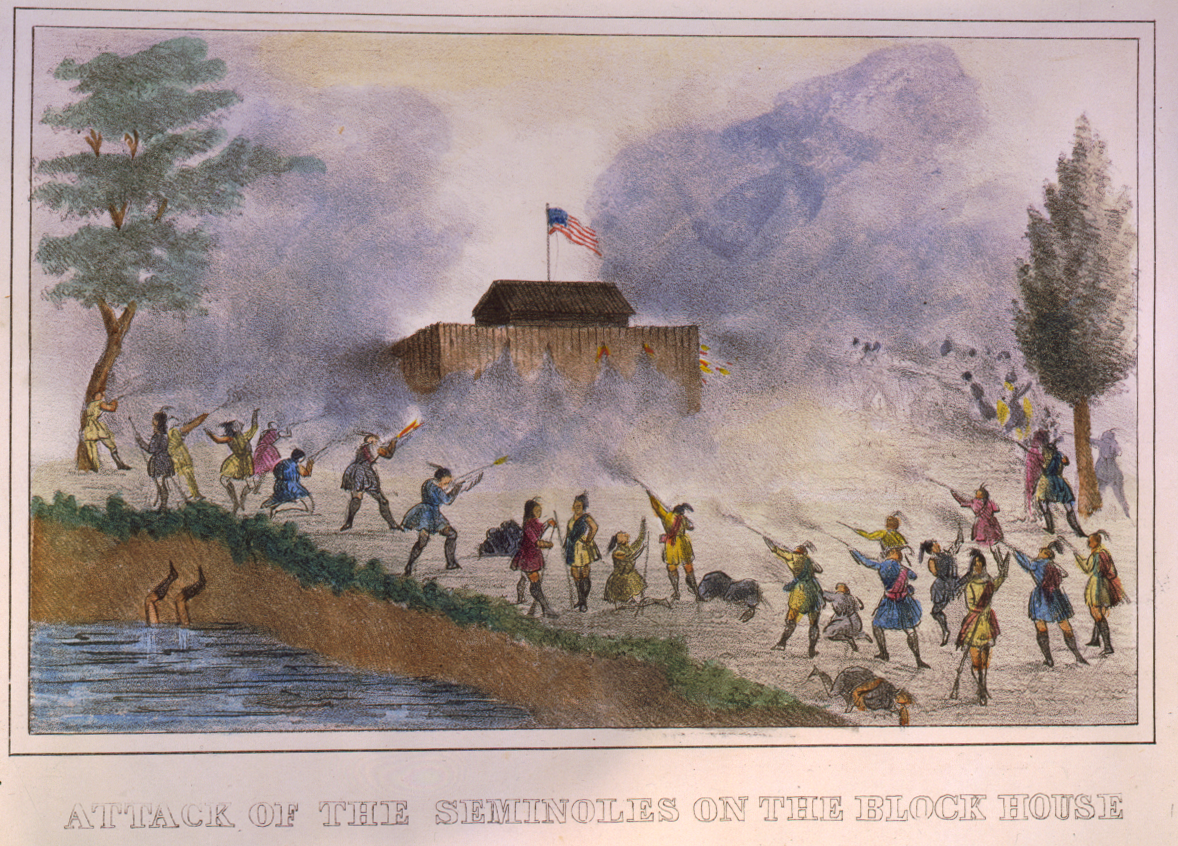
Attacco dei Seminole alla blockhouse

L'aprile 1836 non andò bene per l'Esercito. I Seminole attaccarono un certo numero di forti, tra i quali Camp Cooper nell’insenatura, Fort Alabama sul fiume Hillsborough, a nord di Fort Brooke, Fort Barnwell vicino a Volusia e lo stesso Fort Drane. Essi incendiarono anche le piantagioni di zucchero di Clinch. Dopo questo, Clinch si dimise dalla sua Commissione e lasciò il territorio. Fort Alabama fu abbandonato a fine aprile. A fine maggio fu abbandonato anche Fort King. In giugno i soldati in un fortino sul Withlacoochee furono salvati dopo aver subito un assedio dei Seminole durato 48 giorni. Il 23 luglio 1836, i Seminole attaccarono il faro di Capo Florida, ferendo gravemente il responsabile in carica, uccidendo il suo assistente e incendiando il faro, che non fu ripristinato fino al 1846. Fort Drane fu abbandonato in luglio a causa delle malattie che avevano colpito cinque ufficiali su sette e 140 uomini. L'esercito stava soffrendo terribilmente per le malattie; a quel tempo l'estate in Florida era chiamata la stagione dei malati. Per la fine di agosto, anche Fort Defiance, sul limite della Prateria Alachua, fu abbandonato. Visto che la guerra prometteva di essere lunga e costosa, il Congresso stanziò altri US$1,5 milioni, e permise ai volontari di arruolarsi per più di un anno.

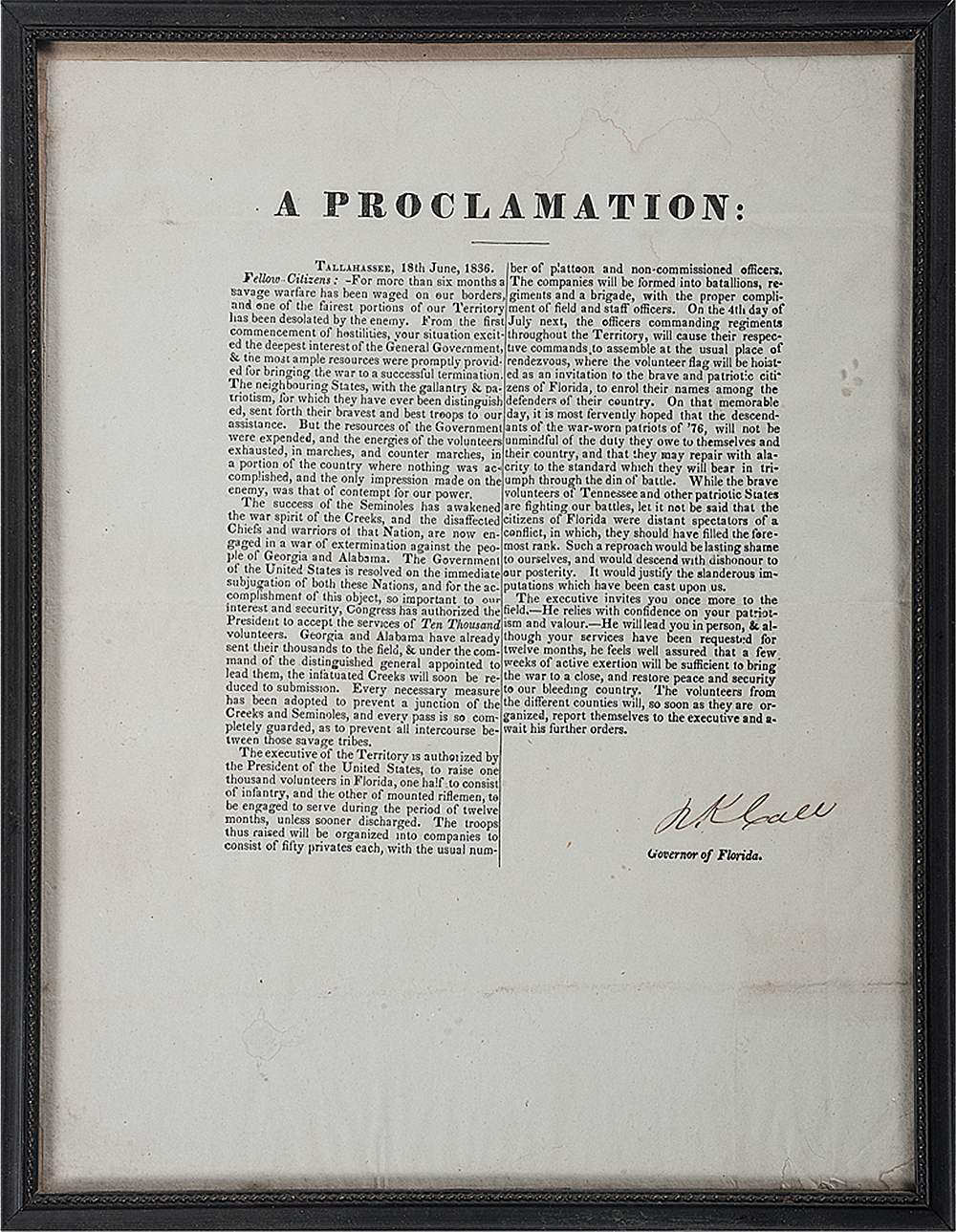
Bordata del 1836

Richard Keith Call, che aveva condotto in Florida i volontari come Brigadier Generale mentre Clinch marciava sull'insenatura di Withlacoochee in dicembre, fu nominato Governatore del Territorio della Florida il 16 marzo 1836. Il Governatore Call propose una campagna estiva utilizzando milizie e volontari invece che truppe regolari dell'Esercito. Il Dipartimento della Guerra accettò questa proposta, ma i ritardi nelle preparazioni fecero sì che la campagna non ebbe inizio fino alla fine di settembre. Call intendeva anche attaccare l'insenatura del Withlacoochee. Egli inviò gran parte delle sue provviste giù sulla costa occidentale della penisola e su lungo il Withlacoochee per installare una base logistica. Con il corpo principale dei suoi uomini egli marciò verso l'allora abbandonato Fort Drane, e quindi sul Withlacoochee, che essi raggiunsero il 13 ottobre. Il Withlacoochee era in piena e non poteva essere guadato. L'esercito non poteva costruire zattere per attraversarlo poiché essi non avevano portato alcun asse con loro. In aggiunta, i Seminole dall'altra riva del fiume sparavano a ogni soldato che si mostrava lungo il fiume. Call allora ritornò verso ovest lungo la riva settentrionale del fiume per raggiungere il deposito di provviste. Comunque, il vapore che portava i rifornimenti era naufragato nella parte inferiore del fiume dove Call lo stava attendendo. Call condusse indietro i suoi uomini a Fort Drane, un'altra spedizione fallita.

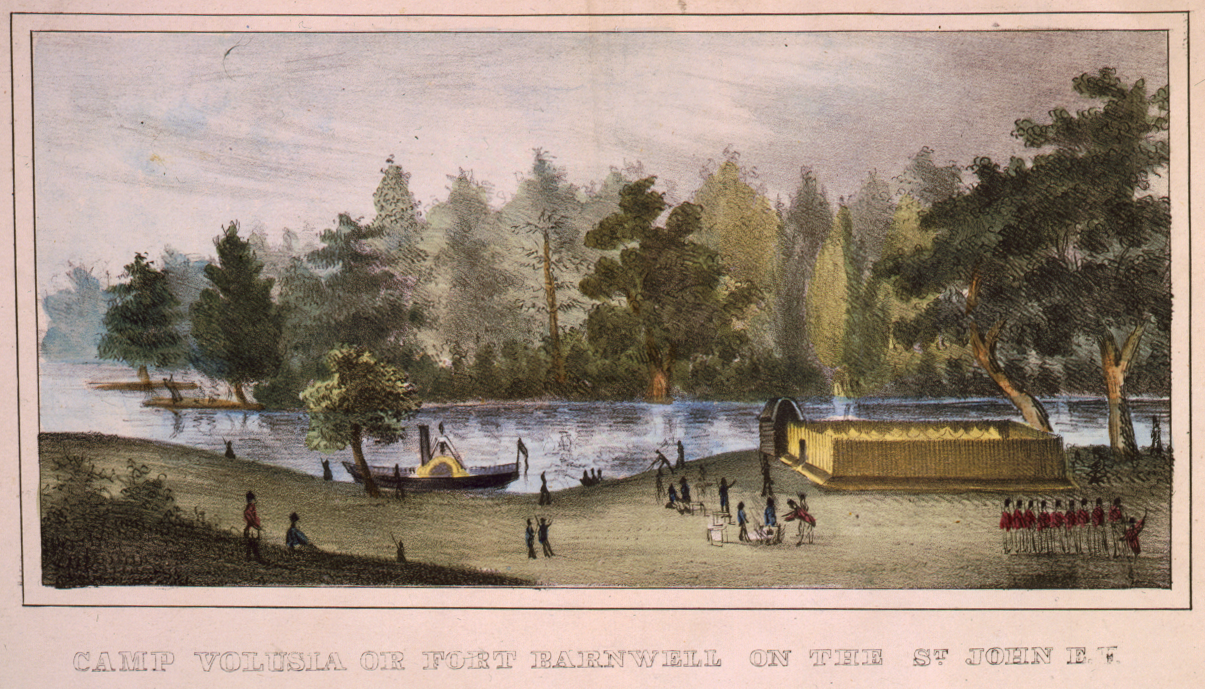
Camp Volusia o Fort Barnwell sul Saint Johns River

A metà novembre Call ci riprovò. Le sue forze questa volta lo fecero attraverso il Withlacoochee, ma trovarono l'insenatura abbandonata. Call divise le sue forze e procedette verso monte del fiume (sud) su entrambe le rive. Il 17 novembre i Seminole furono sconfitti in un ampio campeggio. Il giorno successivo vi fu un’altra battaglia e si suppose che i Seminole fossero guidati per il Wahoo Swamp. Call attese di congiungersi alle altre colonne oltre il fiume, quindi entrò nello Wahoo Swamp il 21 novembre. I Seminole resistettero all'avanzata nella battaglia di Wahoo Swamp, avendo vicino le loro famiglie, ma dovettero ritirarsi attraverso il fiume. Il maggiore David Moniac, un mezzo sangue Creek che era il primo nativo americano graduato nell'Accademia di West Point, provò a determinare quanto fosse profondo il fiume, ma gli spararono e fu ucciso dai Seminole.
Di fronte al tentativo di attraversare il fiume non conoscendone la profondità e sotto il fuoco nemico, con le provviste di nuovo carenti, Call si ritirò e condusse i suoi uomini a Volusia. Il 9 dicembre Call fu sollevato dal comando e sostituito dal maggior generale Thomas Jesup, che riportò le truppe indietro a Fort Brooke. I periodi di arruolamento dei volontari erano terminati alla fine di dicembre ed essi tornarono a casa.

## Jesup assume il comando
Nel 1836 l'Esercito degli Stati Uniti aveva solo quattro maggior generali: Alexander Macomb, Jr. era il comandante in capo dell'Esercito, Edmund Gaines e Winfield Scott erano entrambi entrati in campo, ma non erano riusciti a sconfiggere i Seminole, Thomas Jesup era l'ultimo maggior generale disponibile. Jesup aveva appena soffocato un'insurrezione dei Creek della Georgia occidentale e dell'Alabama orientale (la guerra Creek del 1836), oscurando Winfield Scott. Jesup adottò un nuovo approccio alla guerra. Invece di inviare grosse colonne per provare a costringere i Seminole in una battaglia con mosse studiate, egli si concentrò nello sfinire i Seminole. Ciò richiedeva un'ampia presenza militare in Florida, e Jesup infine ebbe una forza di oltre 9000 uomini al suo comando, circa metà dei quali erano volontari o appartenenti alla milizia. Essa comprendeva anche una brigata di Marine e marinai e personale dello United States Revenue Cutter Service (ovvero: Revenue Marine) che pattugliava la costa e i fiumi all'interno. In tutto la Revenue Marine ordinò 8 cutter per le operazioni in Florida durante la guerra.
La Marina e la Revenue Marine operarono entrambe con l'esercito fin dall'inizio della guerra. Imbarcazioni della Marina e cutter della Revenue Marine traghettavano i soldati e le provviste dell'Esercito. Essi pattugliavano le coste della Florida per raccogliere informazioni e intercettare i Seminole e per bloccare il contrabbando di armi e forniture a favore di questi ultimi. Marinai e Marine aiutavano i forti dell'Esercito a corto di mano d'opera; Marinai, Marine e uomini della Revenue Marine parteciparono a spedizioni all'interno della Florida, sia imbarcati che appiedati. Contro costoro i Seminole avevano iniziato la guerra con da 900 a 1400 guerrieri, ma senza possibilità di rimpiazzare le perdite.

## Tregua e capovolgimento

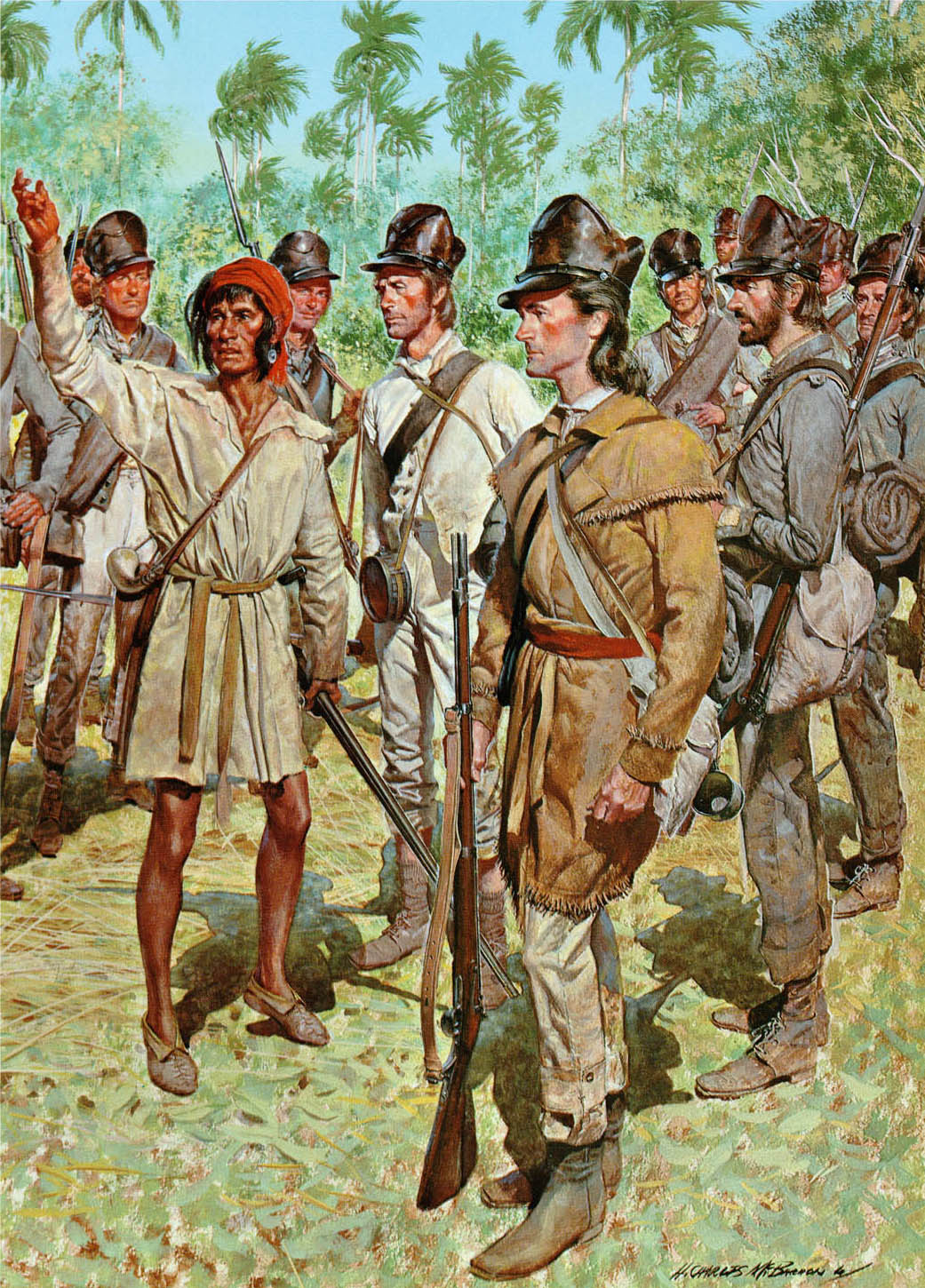
Truppe dell'Esercito USA con una guida Seminole.

Il mese di gennaio 1837 vide un cambiamento nella guerra. In numerose azioni un numero di Seminole e di Seminole Neri furono uccisi o catturati. Alla battaglia di Hatchee-Lustee, la brigata di Marine catturò da trenta a quaranta tra Seminole e neri, principalmente donne e bambini, insieme a 100 cavalli e 1400 capi di bestiame. Alla fine di gennaio alcuni capi Seminole inviarono messaggeri a Jesup e fu concordata una tregua. I combattimenti non terminarono immediatamente e un incontro tra Jesup e i capi indiani non ebbe luogo fin verso la fine di febbraio. In marzo fu firmata una capitolazione da parte di un numero di capi, compreso Micanopy, concordando che i Seminole potevano essere accompagnati dai loro alleati e dai "loro" negri, dalle loro proprietà in bona fide, nel loro ricollocamento nel West.
Anche se i Seminole iniziarono a venire nei campi dell'esercito per attendere il trasporto verso ovest, i cacciatori di schiavi pretendevano la consegna degli schiavi che vivevano con i Seminole. Siccome questi ultimi non avevano registrazioni scritte sulla proprietà, essi in generale risultarono perdenti nelle cause sulla proprietà. Altri bianchi provarono a ottenere l'arresto dei Seminole per pretesi crimini o debiti. Tutto ciò rese i Seminole sospettosi sulle promesse fatte da Jesup. D'altra parte fu fatto notare che molti guerrieri diretti ai campi di trasferimento non avevano portato con sé le loro famiglie e parevano principalmente interessati a raccogliere provviste.
Per la fine di maggio molti capi, tra i quali anche Micanopy, si erano arresi. Due capi importanti, Osceola e Sam Jones, non si erano comunque arresi e si sapeva che erano fortemente contrari al trasferimento. Il 2 giugno questi due capi, con circa 200 seguaci, penetrarono nel poco sorvegliato campo di Fort Brooke e portarono via 700 Seminole che si erano arresi. La guerra riprese e Jesup non avrebbe mai più creduto alla parole di un Indiano.
La guerra non riprese immediatamente su larga scala. Il generale Jesup aveva dedotto che la resa di così tanti Seminole significava la fine della guerra e non aveva pianificato una lunga campagna militare. Molti soldati furono assegnati altrove, o, nel caso di milizie e volontari, dismessi dal servizio. Si stava anche entrando nella "stagione dei malati" e l'esercito non combatteva aggressivamente in estate in Florida.
La crisi economica del 1837 stava riducendo le entrate del governo, ma il Congresso stanziò altri US$1,6 milioni per la guerra. In agosto l'esercito smise di fornire razioni ai civili che avevano ottenuto rifugio nei suoi forti.

## Catture e false bandiere
Jesup esercitò pressione sui Seminole inviando piccole unità in campo. Molti uomini di colore che erano con i Seminole incominciarono a rientrare. Dopo un paio di oscillazioni nella politica sul trattamento degli schiavi fuggitivi, Jesup finì con l'inviare gran parte di loro a ovest per raggiungere i Seminole che già si trovavano nei territori indiani. Il 10 settembre 1837 l'esercito e la milizia catturarono una banda di Mikasukis, tra cui King Phillip, uno dei più importanti capi in Florida. La notte successiva lo stesso reparto catturò una banda di Yuchis, compreso il loro capo, Uchee Billy.
Il Generale Jesup fece inviare da King Phillip un messaggio al figlio Coacoochee (Gatto Selvaggio) per combinare un incontro. Quando Coacoochee arrivò sotto una bandiera di tregua, Jesup lo arrestò.
In ottobre Osceola e Coa Hadjo, un altro capo, richiesero un colloquio con Jesup. Fu combinato un incontro a sud di St. Augustine. Quando Osceola e Coa Hadjo giunsero all'incontro, anche loro sotto bandiera bianca, furono arrestati. Osceola morì tre mesi dopo la sua cattura, in prigione presso Fort Moultrie, a Charleston, nella Carolina del Sud. Non tutti i Seminole catturati dall'esercito rimasero tali. Mentre Osceola era ancora detenuto a Fort Marion (Castillo de San Marcos) in St. Augustine, venti Seminole, imprigionati con lui nella stessa cella, e King Phillip fuggirono attraverso una stretta finestra. Tra i fuggitivi vi erano Coacoochee e John Horse, un capo dei Seminole neri.
Una delegazione di Cherokee fu inviata in Florida per tentare di parlare ai Seminole di trasferimento a ovest. Quando i Micanopy giunsero per incontrare i
Cherokees, il generale Jesup aveva trattenuto i Seminole. John Ross, il capo della delegazione dei Cherokee, protestò, ma senza risultato. Jesup replicò di aver detto ai Cherokees che a nessun Seminole che fosse venuto, sarebbe stato permesso di ritornare a casa.

## Zachary Taylor e la battaglia del Lago Okeechobee
Jesup ora aveva messo insieme un grosso esercito, compresi volontari provenienti da lontano come dal Missouri e dalla Pennsylvania, così tanti che egli ebbe qualche difficoltà a nutrirli tutti. Il piano di Jesup era quello di rastrellare la penisola con diverse colonne, spingendo i Seminole sempre più a sud. Il generale Joseph Marion Hernández diresse una colonna giù lungo la costa orientale; il generale Eustis portò la sua colonna su lungo il fiume St. Johns (verso sud); il colonnello Zachary Taylor diresse una colonna da Fort Brooke verso il centro dello stato, e poi verso sud, tra il fiume Kissimmee e il Peace River; altri comandanti liberarono le aree tra i fiumi St. Johns e Oklawaha, tra l'Oklawaha e il fiume Withlacoochee, e lungo il fiume Caloosahatchee. Un’unità congiunta Esercito-Marina pattugliava la parte bassa della costa orientale della Florida. Altre truppe pattugliavano la parte settentrionale del territorio, per protezione contro le incursioni dei Seminole.
Il colonnello Taylor vide la prima maggior azione della campagna. Lasciando Fort Gardiner sulla parte a monte del Kissimmee con 1000 uomini il 19 dicembre, Taylor si diresse verso il lago Okeechobee. Nei primi due giorni, novanta Seminole si arresero. Il terzo giorno Taylor smise di erigere Fort Basinger, dove lasciò i suoi ammalati e abbastanza uomini per sorvegliare i Seminole che si erano arresi. Tre giorni dopo, il giorno di Natale del 1837, la colonna di Taylor raggiunse il corpo principale dei Seminole sulla riva settentrionale del lago Okeechobee.
I Seminole, guidati da Alligator, Sam Jones, e dal recentemente fuggito Coacoochee, erano ben posizionati in un hammock circondato da cladium. Il terreno era fango spesso e i cladium tagliano e bruciano la pelle. Taylor aveva circa 800 uomini, mentre i Seminole erano meno di 400. Taylor mandò per primi i volontari del Missouri. Il colonnello Richard Gentry, tre altri ufficiali e più di venti uomini arruolati furono uccisi prima che i volontari si ritirassero. I successivi furono 200 soldati del 6º Reggimento di fanteria, che perse quattro ufficiali e patì il 40% tra morti e feriti prima di ritirarsi. Fu allora il turno del 4º Reggimento di fanteria, 160 uomini più coloro che erano rimasti del 6º fanteria e i volontari del Missouri. 
Questa volta le truppe riuscirono a far uscire i Seminole dall'hammock e andare verso il lago. Taylor quindi attaccò il loro fianco con le sue riserve, ma i Seminole riuscirono a fuggire attraverso il lago. Solo una dozzina di Seminole fu ucciso in battaglia. Ciò non di meno la battaglia del Lago Okeechobee fu salutata come una grande vittoria per Taylor e per l'Esercito.

## La battaglia del Loxahatchee

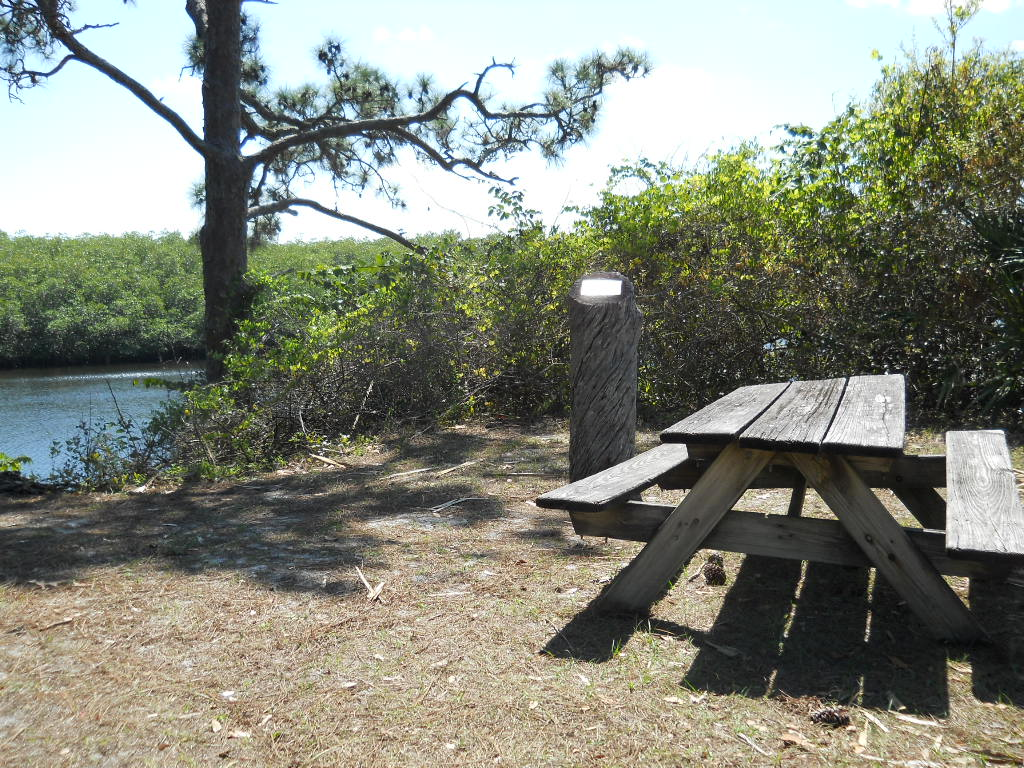
Placca in ceppo di legno con il Sito della Battaglia del fiume Loxahatchee che mostra il fiume Loxahatchee nel Jonathan Dickinson State Park. Oggi si sa che l'effettiva battaglia ha avuto luogo a 6 – 8 km a sudovest di questo ceppo.

Taylor raggiunse le altre colonne rastrellanti la penisola per passare sul lato destro del lago Okeechobee, sotto il comando principale del generale Jesup.
Le truppe lungo il fiume Caloosahatchee bloccavano qualsiasi passaggio verso nord sulla riva occidentale del lago. A pattugliare la costa orientale della Florida era la forza combinata Esercito-Marina sotto il comando del tenente di Marina Levin Powell. Il 15 gennaio Powell, nella battaglia di Jupiter Inlet, condusse ottanta uomini verso un campo Seminole solo per trovarsi soverchiato numericamente da questi ultimi. Una carica contro i Seminole fu un insuccesso e le truppe tornarono alle loro imbarcazioni dopo aver perso quattro uomini e avendone ventidue feriti (la ritirata fu coperta dal tenente dell'esercito Joseph E. Johnston). Alla fine di gennaio le truppe di Jesup trovarono un grosso contingente di Seminole a est del lago Okeechobee. Questi erano inizialmente posizionati in un hammock, ma fuoco di cannoni e razzi li costrinsero ad attraversare un ampio fiume (il Loxahatchee River), dove essi si fermarono temporaneamente. Alla fine i Seminole sparirono dopo aver provocato più danni di quelli ricevuti e la battaglia di Loxahatchee finì.

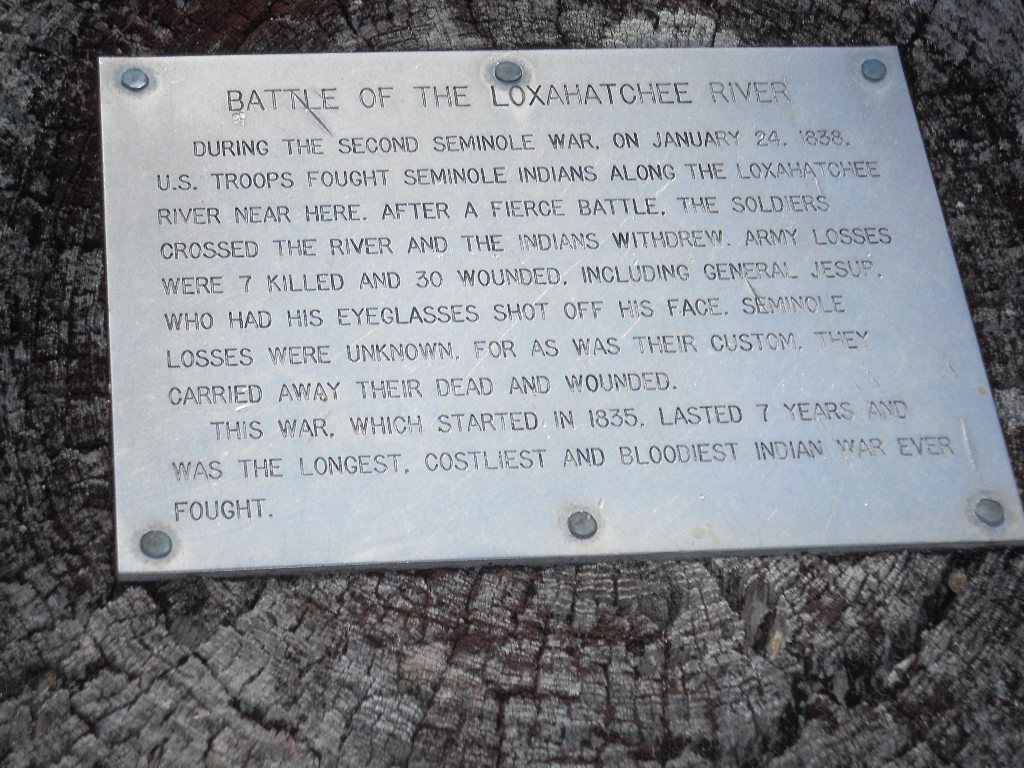
Dettaglio della placca

I combattimenti ora terminarono. Nel febbraio 1838 il capo Seminole Tuskegee e Halleck Hadjo avvicinarono Jesup, proponendogli che essi avrebbero smesso di combattere se fosse stato loro consentito di stabilirsi a sud del lago Okeechobee. Jesup era favorevole alla proposta, prevedendo una lunga battaglia per catturare i restanti Seminole nelle Everglades e calcolando che i Seminole sarebbero stati più facili da confinare quando la terra sarebbe stata necessaria a coloni bianchi. Però Jesup doveva scrivere a Washington per l'approvazione. I capi e i loro seguaci si accamparono vicino all'esercito in attesa della risposta e vi fu una considerevole fraternizzazione tra i due campi. Il Ministro della Guerra Joel Roberts Poinsett respinse la proposta e mandò istruzioni a Jesup perché continuasse la sua campagna. Ricevuta la risposta di Poinsett, Jesup invitò i capi indiani nel suo accampamento, ma questi rifiutarono l'invito. Non volendo che 500 Seminole tornassero nelle paludi, Jesup mandò una forza per trattenerli. I Seminole opposero ben poca resistenza, forse vedendo poche ragioni per continuare a combattere.
Loxahatchee River Battlefield Park preserva un'area della battaglia. Monumenti si trovano anche nel Jonathan Dickinson State Park.

## Jesup si ritira; Zachary Taylor prende il comando
Jesup chiese di essere sollevato dal suo comando. All'approssimarsi dell'estate del 1838 le truppe in Florida ammontavano a circa 2300 uomini. In aprile Jesup fu informato che avrebbe dovuto tornare alla sua posizione di Quartiermastro Generale dell'Esercito. A maggio Zachary Taylor, ora generale, assunse il comando delle forze dell'esercito in Florida. Con forze ridotte in Florida, Taylor si concentrò nel tenere i Seminole via dalla Florida del nord, così che i coloni potessero tornare alle loro case. I Seminole erano ancora in grado di raggiungere il lontano nord. In luglio essi furono tuttavia ritenuti responsabili delle morti di una famiglia sul fiume Santa Fe in Florida, di un'altra vicino a Tallahassee, così come due famiglie in Georgia. I combattimenti cessarono durante l'estate quando i soldati vennero mandati indietro sulle coste. I Seminole si concentrarono nel coltivare i loro raccolti e nel raccogliere provviste per l'autunno e l'inverno.
Il piano di Taylor era di costruire piccole postazioni a brevi intervalli attraverso il nord della Florida, collegati da strade carrozzabili e usando grosse unità per ispezionare le aree. Ciò fu costoso, ma il Congresso continuò a stanziare i fondi necessari. Nell'ottobre 1838, Taylor ritrasferì gli ultimi Seminole che vivevano lungo il fiume Apalachicola nei Territori Indiani a ovest del fiume Mississippi. Uccisioni nella zona di Tallahassee fecero sì che Taylor spostasse truppe dalla Florida meridionale per fornire maggior protezione al nord. La stagione invernale fu piuttosto tranquilla. L'esercito uccise solo pochi Seminole e ne trasferì meno di 200 nel West. Nove soldati U.S.A. furono uccisi dai Seminole. Taylor riferì nella primavera del 1839 che i suoi uomini avevano costruito 53 nuove postazioni e aperto 1365 km di strade carrozzabili.

## La pace di Macomb e il Massacro di Harney
Nel 1839, a Washington e nel Paese il sostegno alla guerra stava calando. Le dimensioni dell'Esercito erano cresciute a causa delle esigenze della guerra in Florida. Molta gente incominciava a pensare che i Seminole avessero guadagnato il loro diritto a rimanere in Florida. Il costo e il tempo richiesti per mandar via i Seminole dalla Florida stavano diventando sempre più elevati. Il Congresso stanziò US$5 000 per negoziare un accordo con i Seminole per porre fine al dispendio di risorse. Il presidente Martin Van Buren mandò il Comandante Generale dell'Esercito, Alexander Macomb, per negoziare un nuovo trattato con i Seminole. Ricordando i trattati violati e le promesse del passato, questi furono lenti nel rispondere alle nuove aperture. Finalmente, Sam Jones mandò il suo successore prescelto, Chitto Tustenuggee, a incontrare Macomb. Il 19 maggio 1839, Macomb annunciò di aver raggiunto un accordo con i Seminole. Essi avrebbero smesso di combattere in cambio di una riserva nel sud della Florida.
L'estate trascorse e l'accordo pareva tenere. Vi furono poche uccisioni. Un punto di scambi commerciali fu istituito sulla riva settentrionale del fiume Caloosahatchee e i Seminole che ci venivano parevano amichevoli. Un distaccamento di 23 soldati fu stanziato al punto commerciale di Caloosahatchee al comando del colonnello William S. Harney. Il 23 luglio 1839, circa 150 Indiani attaccarono il posto e la guardia. Alcuni soldati, compreso il colonnello Harney, riuscirono a raggiungere il fiume e a trovare le imbarcazioni per fuggire, ma molti soldati e un numero di civili del punto commerciale furono uccisi. La guerra riprese.
Gli Americani non sapevano quale banda di Indiani avesse attaccato il punto commerciale. Molti incolpavano gli Indiani "spagnoli", guidati da Chakaika. Qualcuno sospettò Sam Jones, la cui banda di Mikasuki era venuta a un accordo con Macomb. Jones promise di portare gli uomini responsabili dell'attacco a Harney in 33 giorni. Nel frattempo i Mikasuki nel campo Sam Jones, vicino a Fort Lauderdale, rimasero in termini amichevoli con i soldati locali. Il 27 luglio essi invitarono gli ufficiali al forte per una danza al campo Mikasuki: gli ufficiali declinarono, ma inviarono due soldati e un seminole nero come interprete con un a barilotto di whiskey. I Mikasuki uccisero i soldati, ma il seminole nero fuggì. Egli riferì al forte che Sam Jones e Chitto Tustenuggee erano coinvolti nell'attacco. Nell'agosto 1839, i razziatori seminole furono attivi sia al nord che a Fort White.

## Nuove tattiche
L'esercito decise di utilizzare i cani di Sant'Uberto per inseguire i Seminole (sebbene il generale Taylor avesse richiesto e ottenuto il permesso di acquistare cani di Sant'Uberto nel 1838, egli non ne fece poi nulla). Agli inizi del 1840, il governo territoriale della Florida acquistò doghi cubani a Cuba e assunse addestratori cubani. Prove iniziali dei cani diedero risultati contraddittori e sorsero pubbliche proteste contro il loro utilizzo, basate sul timore che essi avrebbero fisicamente attaccato i Seminole, compresi donne e bambini. Il Ministro della Guerra ordinò che i cani indossassero la museruola e fossero tenuti al guinzaglio durante la ricerca dei Seminole. Poiché i cani non riuscivano a rintracciare i Seminole in acqua, questi ultimi spesso riuscivano a evitarli.
Nel nord della Florida, i fortini e il sistema di pattugliamento di Taylor costrinsero i Seminole a spostarsi, ma l'esercito non riuscì a liberare di loro l'area. Imboscate ai viaggiatori erano comuni. Il 13 febbraio 1840 il centro postale tra St. Augustine e Jacksonville subì un'imboscata. In maggio i Seminole attaccarono una troupe teatrale vicino a St. Augustine, uccidendo sei persone. Nello stesso mese, quattro soldati che viaggiavano tra i forti nella contea di Alachua furono attaccati: uno di loro fu ucciso e altri due non furono mai più visti. Un gruppo di diciotto uomini inseguì gli Indiani, ma sei di loro furono uccisi.

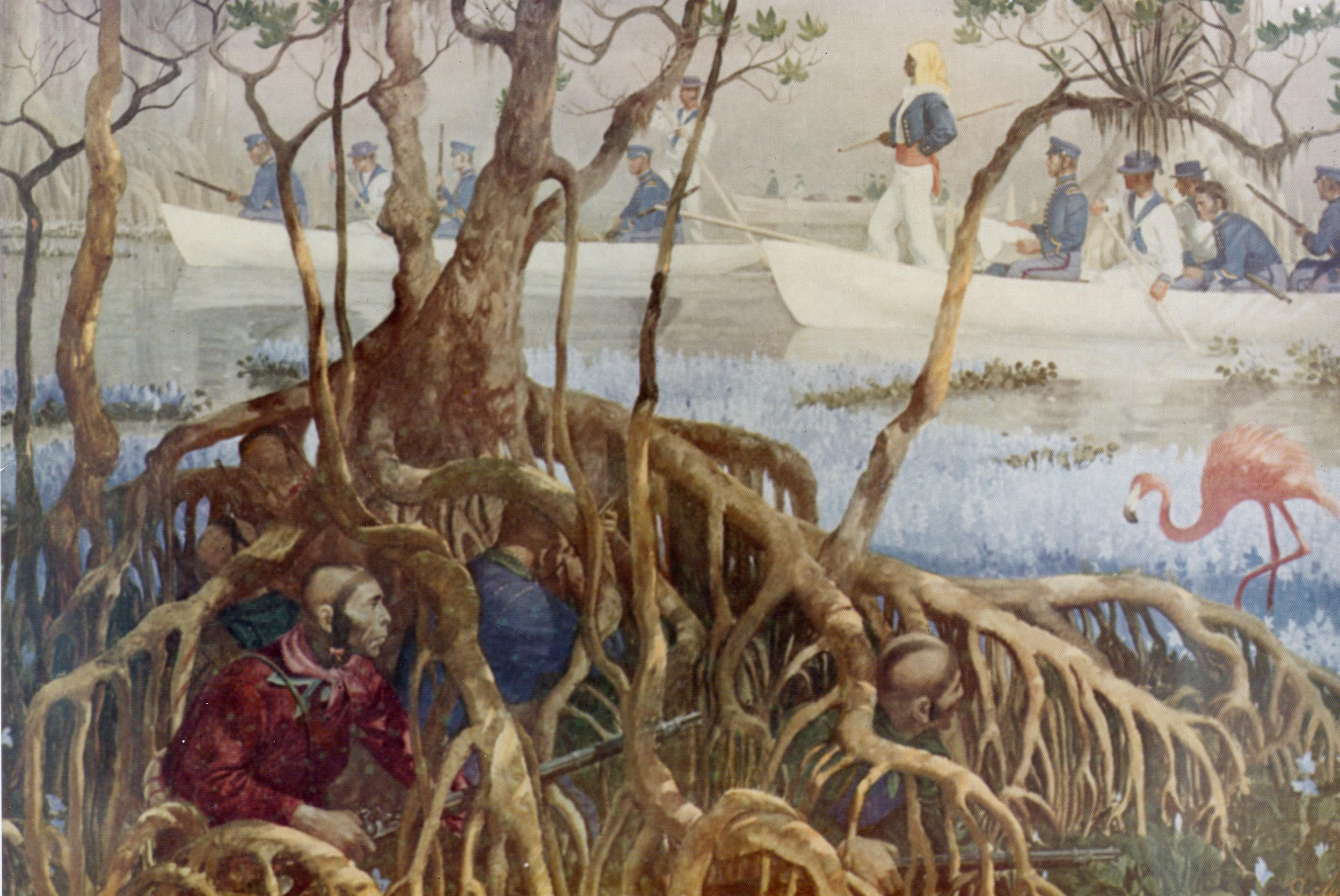
Una spedizione con un'imbarcazione dei Marine degli Stati Uniti alla ricerca di Seminole negli Everglades durante la Seconda Guerra dei Seminole

Nel maggio 1840 a Zachary Taylor, che aveva prestato servizio nella guerra in Florida più a lungo di ogni precedente comandante, fu accolta la richiesta di trasferimento. Fu sostituito dal brigadier generale Walker Keith Armistead, che in precedenza aveva prestato servizio come comandante in seconda del generale Jesup. Armistead iniziò un'offensiva, inviando 100 soldati per volta a cercare i Seminole e i loro accampamenti. Per la prima volta, l'esercito condusse una campagna in Florida durante l'estate, catturando prigionieri e distruggendo raccolti e fabbricati. I Seminole pure erano attivi nella guerra, uccidendo quattordici soldati in luglio. L'esercito operò per trovare gli accampamenti dei Seminole, incendiare i loro campi e le loro provviste e portare via i loro animali, compresi i loro cavalli.
Armistead progettò di affidare la difesa della Florida a nord di Fort King, alla milizia e ai volontari. Egli voleva utilizzare l'esercito regolare per confinare i Seminole a sud di Fort King e perseguirli in quel territorio. L'esercito distrusse accampamenti e campi attraverso la Florida Centrale, per un totale di 500 acri (2 km2) di raccolti Seminole a metà estate. Il generale Armistead fu estraniato dal governo territoriale, sebbene necessitasse di 1500 uomini della milizia dal Territorio per difendere l'area a nord di Fort King. Per sostenere gli sforzi a sud di Fort King, l'esercito inviò l'Ottavo Reggimento di Fanteria in Florida. L'esercito in Florida ora comprendeva dieci compagnie del Secondo Dragoni, nove compagnie del Terzo Artiglieria e il 1º, il 2º, il 3º, il 6º, il 7º e l'8º reggimento di fanteria.
Cambiamenti furono anche attuati nella Florida meridionale. A Fort Bankhead su Key Biscayne, il colonnello Harney istituì un programma intensivo di addestramento di guerra nelle paludi e nella giungla per i suoi uomini. La Marina ebbe un ampio ruolo nella guerra, inviando imbarcazioni con marinai e marine sui fiumi e nelle Everglades.

## La "Flotta delle Zanzare"
Nei primo anno della guerra il tenente di marina Levin Powell aveva comandato una forza congiunta Esercito-Marina con 8 Revenue Cutter con poco più di 200 uomini che operavano lungo la costa. Nel tardo 1839 al tenente di Marina John T. McLaughlin fu affidato il comando di una forza congiunta Esercito-Marina con l'aiuto della Revenue Marine, una forza anfibia che doveva operare in Florida. Questo comprendeva scune e cutter al largo, chiatte vicino a riva per intercettare trafficanti cubani e delle Bahamas di armi, che vendevano con altre forniture ai Seminole, e piccole imbarcazioni per pattugliare il fiume e gli Everglade. McLaughlin stabilì la sua base a Tea Table Key, nella parte superiore delle Florida Keys.
Un tentativo di attraversare le Everglade da ovest a est ebbe inizio nell'aprile del 1840, ma i marinai e i marine furono attaccati dai Seminole al punto d'incontro previsto a Cape Sable. Non vi erano informazioni sul numero dei morti avversari (i Seminole portavano via i loro morti e feriti) e molti nel personale navale si ammalarono, per cui la spedizione fu richiamata e gli ammalati furono portati a Pensacola. Nei successivi primi mesi, gli uomini della forza del tenente McLaughlin esplorarono l'entroterra e i fiumi della Florida meridionale. McLaughlin successivamente guidò una forza attraverso gli Everglade. Viaggiando dal dicembre 1840 alla metà di gennaio 1841, la forza di McLaughlin's attraversò gli Everglade da est a ovest su piroghe, il primo gruppo di bianchi a completare l'attraversamento.

## Indian Key
Indian Key è una piccola isola nella parte superiore delle Florida Keys che si sviluppò in una base per naufragi. Nel 1836 essa divenne la sede di contea dell'appena creata Contea di Miami-Dade e un "porto di ingresso". Nonostante i timori di attacchi e la presenza di indiani nella zona, gli abitanti di Indian Key rimasero per proteggere le loro proprietà ed essere vicini a qualsiasi naufragio nella parte superiore delle Florida Keys. Gli isolani ave vano sei cannoni e una loro piccola milizia per la difesa e la Marina aveva istituito una base nella vicina Tea Table Key.
Il mattino presto del 7 agosto 1840, un nutrito gruppo di "Indiani Spagnoli" si introdusse furtivamente su Indian Key. Per caso un uomo era sveglio e diede l'allarme dopo aver visto gli Indiani. Dei circa cinquanta abitanti dell'isola, quaranta furono in grado di fuggire. Tra i deceduti vi furono il dr. Henry Perrine, ex agente consolare a Campeche in Messico, che stava attendendo a Indian Key finché fosse certo di ottenere una concessione sulla terraferma che il Congresso gli aveva assegnato.
La base navale su Tea Table Key era stata sgomberata di personale per un’operazione sulla costa sudovest della terraferma, lasciando solo un medico, i suoi pazienti e cinque marinai al comando di un guardiamarina per proteggerli.
Questo piccolo contingente montò un paio di cannoni su chiatte e tentò di attaccare gli indiani su Indian Key. Gli indiani risposero al fuoco dei marinai con palle di moschetto caricate in uno dei cannoni sulla riva. Il rinculo dei cannoni sulle chiatte gettò in acqua i marinai che dovettero ritirarsi.
Gli Indiani bruciarono i fabbricati di Indian Key dopo averli accuratamente saccheggiati.

## Vendetta e negoziati
Nel dicembre 1840, il colonnello Harney ottenne finalmente la rivincita alla sua umiliazione sul fiume Caloosahatchee. Egli condusse novanta uomini nelle Everglade da Fort Dallas sul fiume Miami, viaggiando su canoe avute in prestito dai Marine. Essi erano guidati da un uomo di colore di nome John, che era stato prigioniero dei Seminole per qualche tempo. La colonna incontrò alcuni Indiani su canoe e diede loro la caccia, prendendone alcuni di loro e impiccandoli subito. Mentre John aveva delle difficoltà nel trovare la strada, Harney tentò di costringere le donne Seminole catturate a condurli al campo, si dice minacciandole di impiccare i loro figli. In ogni caso, John ebbe di nuovo la sua influenza e il gruppo di Harney trovò il campo dei Chakaika e gli "Indiani spagnoli". Travestiti da Indiani, i soldati si avvicinarono all'accampamento il mattino presto, ottenendo la sorpresa. Chakaika non era nell'accampamento quando ebbe inizio l'attacco. Egli iniziò a correre, si fermò e si volse per affrontare i soldati, offrendo le sue mani, ma uno dei soldati sparò e lo uccise. Ci fu un breve combattimento durante il quale alcuni Indiani fuggirono. Harney fece impiccare due dei guerrieri catturati, appendendo al loro fianco anche il corpo di Chakaika.
Harney e i suoi uomini ritornarono a Fort Dallas dopo dodici giorni trascorsi nelle Everglade. Harney aveva perso un solo soldato, ucciso, mentre il suo reparto aveva ucciso quattro indiani nell'azione e ne aveva impiccati altri cinque. Il Consiglio legislativo della Florida insignì Harney di un encomio e di una spada, e a lui fu presto assegnato il comando del Secondo Dragoni.
Armistead aveva a disposizione 55 000 dollari (1 265 250 in dollari odierni) da utilizzare per corrompere i capi ad arrendersi. Nel novembre 1840, il generale Armistead aveva incontrato a Fort King Thlocklo Tustenuggee, di lingua Muskogee, noto come "Tiger Tail", e Halleck Tustenuggee, di lingua Mikasuki. Armistead fu autorizzato da Washington a offrire a ciascun capo $5 000 ($115 023) per portare i loro seguaci a ovest, e concedere terre nel sud della Florida ai rimanenti. Comunque, il colonnello Ethan A. Hitchcock scrisse nel suo diario, con considerevole frustrazione, che invece il generale tenne in tasca queste proposte e insistette che i capi accogliessero i termini del Trattato di Payne's Landing.
Per di più, mentre parlava di pace, egli inviò segretamente una forza a minacciare il popolo di Halleck in casa propria. Dopo parecchi giorni come ospiti dell'esercito entrambi i capi fuggirono nel mezzo della notte il 14 novembre 1840. Echo Emathla, un capo Tallahassee, si arrese, ma non gran parte dei Tallahassee, sotto Tiger Tail. I Mikasuki, guidati da Coosa Tustenuggee e Halleck Tustenuggee, continuarono a operare nella parte settentrionale della penisola della Florida. Coosa Tustenuggee finalmente accettò $5 000 per portarvi i suoi sessanta seguaci. Capi minori ricevettero $200 ($4 601), e ogni guerriero $30 ($690) e un fucile. Coacoochee approfittò della volontà di Armistead di negoziare. Nel marzo 1841 egli acconsentì a portare i suoi seguaci a ovest in due o tre mesi. Durante questo periodo egli comparve in parecchi forti, presentando il lasciapassare datogli da Armistead, e chiedendo cibo e liquori. In una visita a Fort Pierce, Coacoochee chiese un cavallo per cavalcare fino a Fort Brooke. Il comandante gliene diede uno insieme a cinque galloni e mezzo di whiskey.
Entro la fine della primavera del 1841 Armistead aveva mandato a ovest 450 seminole. Altri 236 stavano a Fort Brooke aspettando il trasporto. Armistead stimò che 120 guerrieri erano stati stati spediti a ovest durante il suo periodo di comando, e che non c'erano più di 300 guerrieri rimasti in Florida. Nel maggio 1841, Halleck Tustenuggee fece sapere che egli stava portando la sua banda ad arrendersi.

## Il colonnello Worth assume il comando
Nel maggio 1841 Armistead fu sostituito dal colonnello William Jenkins Worth come comandante dell'Esercito in Florida. A causa dell'impopolarità della guerra nel Paese e nel Congresso, Worth dovette tagliare. La guerra stava costando US$ 93 300 al mese, oltre alle paghe dei soldati regolari. John T. Sprague, aiutante di Worth, credeva che alcuni civili stessero cercando di prolungare deliberatamente la guerra per rimanere sul libro paga del governo. Quasi 1000 impiegati civili dell'esercito furono licenziati e i comandi più piccoli consolidati. Worth allora ordinò ai suoi uomini di operare con il metodo detto delle missioni "cerca e distruggi" durante l'estate. Questi sforzi effettivamente costrinsero i seminole fuori dei loro vecchi capisaldi nell'insenatura del Withlacoochee. Molto del rimanente della Florida settentrionale fu anche "ripulito" con questi metodi.
Il 1º maggio 1841 il tenente William Tecumseh Sherman fu assegnato alla scorta di Coacoochee a un incontro a Fort Pierce (il forte fu così chiamato dal nome del colonnello Benjamin Kendrick Pierce, che sovrintese alla sua costruzione). Dopo essersi lavato e vestito al suo meglio (il che comprendeva una maglietta con un buco di pallottola e del sangue su di essa), Coacoochee chiese a Sherman di dar loro argento in cambio di una banconota da un dollaro della Banca di Tallahassee. All'incontro il maggiore Thomas Childs fu d'accordo di concedere a Coacoochee trenta giorni per portare il suo popolo alla partenza per il west. Il popolo di Coacoochee arrivò e andò liberamente al forte per il resto del mese, mentre Childs si convinse che Coachoochee avrebbe disatteso l'accordo. Childs chiese ed ottenne il permesso di arrestare Coacoochee. Il 4 giugno egli arrestò Coachoochee e quindici dei suoi seguaci. Il Tenente Colonnello William Gates ordinò che Coacoochee e i suoi uomini fossero immediatamente spediti a New Orleans. Quando il colonnello Worth lo venne a sapere, ordinò alla nave di rientrare nella Baia di Tampa, intendendo usare Coacoochee per persuadere il resto dei Seminole ad arrendersi.
Il colonnello Worth offrì una bustarella di US$ 8 000 a Coacoochee. Poiché Coacoochee non aveva un'effettiva speranza di fuggire, acconsentì a inviare messaggi, sollecitando i Seminole a spostarsi verso ovest. I capi ancora attivi nella parte settentrionale della penisola della Florida, Halleck Tustenuggee, Tiger Tail, Nethlockemathla e Octiarche s'incontrarono in un Consiglio e concordarono di uccidere qualunque messaggero dei bianchi. Pare che i capi meridionali avessero avuta notizia di questa decisione e fossero d'accordo. Comunque, allorché un messaggero comparve al Consiglio di Holata Mico, Sam Jones, Otulkethlocko, Hospetarke, Fuse Hadjo e Passacka, fu fatto prigioniero ma non ucciso.
Un totale di 211 Seminole si arresero quale risultato dei messaggi di Coacoochee, compresa gran parte della propria banda. Hospetarke fu attirato in un incontro a Camp Ogden (vicino alla foce del fiume Peace) in agosto e lui e 127 della sua banda vennero catturati. Poiché il numero di Seminole in Florida diminuì, divenne più facile per quelli rimasti stare nascosti. In novembre il Terzo Artiglieria si spostò nell'attuale Palude dei Cipressi e incendiò alcuni villaggi. Alcuni seminole nella Florida del sud, dopo questo rinunciarono e si decisero a trasferirsi a ovest.
I Seminole erano ancora sparsi su gran parte della Florida. Una banda che era ridotta alla fame si arrese nel nord della Florida presso il fiume Apalachicola nel 1842. Più a est, tuttavia, bande guidate da Halpatter Tustenuggee, Halleck Tustenuggee e Chitto Harjo razziarono Mandarin e altri insediamenti lungo la parte a valle (cioè a nord) del fiume St. John. Il 19 aprile 1842, una colonna di 200 soldati al comando del primo tenente George A. McCall trovò un gruppo di guerrieri Seminole nella Palude di Pelchikaha, a circa trenta miglia a sud di Fort King. Ci fu una breve battaglia a fucilate e i Seminole scomparvero in un hammock. Halleck Tustenuggee fu preso prigioniero quando comparve a Fort King per parlare. Parte della sua banda fu presa quando venne al forte e il tenente McCall catturò il rimanente della banda di Halleck nel loro accampamento.

## La guerra volge al termine

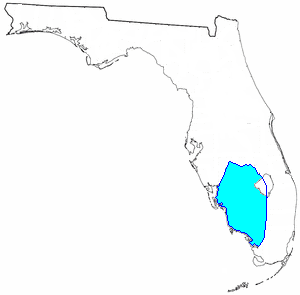
Ai rimanenti Seminole in Florida fu concesso di restare in una riserva non ufficiale nel sudovest della Florida alla fine della Seconda Guerra Seminole, nel 1842.

Il colonnello Worth raccomandò all'inizio del 1842 che i restanti Seminole fossero lasciati in pace se essi volevano rimanere nella Florida meridionale. Worth alla fine ricevette l'autorizzazione a lasciare i rimanenti Seminole in un'informale riserva nel sudovest della Florida, e a dichiarare la fine della guerra a una data di sua scelta. In quel momento vi erano ancora parecchie bande diverse di Indiani in Florida. Billy Bowlegs era il capo di una grossa banda di Seminole che vivevano vicino a Charlotte Harbor. Sam Jones guidava una banda di Mikasuki, che vivevano nelle Everglade vicino a Fort Lauderdale. A nord del lago Okeechobee vi era la banda di Muskogee, diretta da Chipco. Un'altra banda Muskogee, capeggiata da Tiger Tail, viveva vicino a Tallahassee. Infine, nella Florida settentrionale, c'era una banda di Creeks guidata da Octiarche, che era fuggito dalla Georgia nel 1836.
Nell'agosto 1842 il Congresso approvò l'Armed Occupation Act, che concedeva terre libere ai coloni che avessero migliorato la terra e fossero preparati a difendersi dagli Indiani. In parecchi modi questa legge prefigurava l'Homestead Act del 1862. Capifamiglia potevano chiedere 160 acri (0,6 km2) di terra a sud di una linea che correva attraverso la parte settentrionale della penisola. Essi dovevano "provare" la loro idoneità vivendo sulla terra per cinque anni e bonificare 5 acri (20000 m2). In ogni caso non potevano chiedere terra entro due miglia (3 km) da una postazione militare. Nel 1842 e nel 1843 furono registrate un totale di 1317 concessioni per 210720 acri (853 km2).
Nell'ultima azione di guerra, il generale William Bailey e l'eminente piantatore Jack Bellamy condussero una forza di 52 uomini in un perseguimento di tre giorni di una piccola banda di guerrieri Tiger Tail, che avevano attaccato dei pionieri, sorprendendo il loro paludoso accampamento e uccidendoli tutti e 24. William Wesley Hankins, all'età di sedici anni, il più giovane della forza, fu considerato l'ultimo degli uccisori e fu riconosciuto come l'ultimo che aveva sparato nella Seconda Guerra contro i Seminole.
Anche nell'agosto 1842 Worth incontrò i capi ancora in Florida. A ogni guerriero fu offerto un fucile, denaro e il valore di razioni per un anno, se si fosse trasferito a ovest. Alcuni accettarono l'offerta, ma la maggior parte sperava di spostarsi infine nella riserva nel sudovest della Florida. Ritenendo che i rimanenti Indiani in Florida sarebbero andati a ovest o nella riserva, Worth dichiarò la guerra terminata il 14 agosto 1842. Worth quindi andò in licenza per novanta giorni, lasciando il comando al colonnello Josiah Vose. L'Esercito in Florida consisteva a questo punto di parti di tre reggimenti, per un totale di 1 890 uomini. Attacchi ai coloni bianchi continuarono ancora sia nel lontano nord che nell'area intorno a Tallahassee. Otiarche e Tiger Tail non avevano indicato che cosa avrebbero fatto. Proteste dalla Florida fecero sì che il Dipartimento della Guerra ordinasse a Vose d'intraprendere l'azione contro le bande che erano ancora fuori dalle riserve, ma Vose sostenne che rompere gli accordi avrebbe condotto a cattivi risultati contro gli Indiani e il Dipartimento della Guerra accettò questo argomento. Agli inizi di ottobre un forte uragano colpì Cedar Key, dove si trovava il quartier generale dell'Esercito, ma gli Indiani non lo avrebbero più visitato.
Worth ritornò in Florida all'inizio del novembre 1842. Egli decise subito che Tiger Tail e Otiarche avevano impiegato troppo tempo a decidere che cosa fare e li convocò. Tiger Tail era così ammalato che dovette essere trasportato in barella e morì a New Orleans attendendo il trasporto nel territorio indiano. Gli altri Indiani nella Florida settentrionale furono anch'essi catturati e inviati a ovest. Nell'aprile 1843 solo un reggimento, l'8º Fanteria, era ancora in Florida. Nel novembre 1843 Worth riferì che i soli Indiani rimasti in Florida erano 42 guerrieri Seminole, 33 Mikasukis, 10 Creeks e 10 Tallahassee, con donne e bambini, portando il totale a circa 300. Worth affermò che questi Indiani vivevano tutti nella riserva e non erano più una minaccia per la popolazione bianca della Florida.

## Costi
Mahon cita stime da US$ 30 000 000 a $ 40 000 000 quale costo della Seconda guerra seminole, ma non aveva alcuna analisi dei costi effettivi. Il Congresso stanziò fondi per la "soppressione delle ostilità indiane", ma i costi della Guerra Creek del 1836 vi erano inclusi. Da un'inchiesta sugli sperperi nelle operazioni navali emerse che la Marina aveva speso per la guerra circa US$ 511 000. L'inchiesta trovò spese discutibili. Tra le altre cose, mentre l'Esercito aveva acquistato canoe per da $ 10 a $ 15 cadauna, la Marina spese una media di $226 per canoa. Il numero dei militari regolari che prestarono servizio in Florida è di $ 10 169. Inoltre, circa 30 000 uomini della milizia e volontari prestarono servizio nella guerra.
Le fonti concordano che i deceduti ufficiali dell'Esercito USA nella Seconda guerra seminole furono 1466, in gran parte deceduti per malattia. Il numero degli uccisi in azione è meno chiaro. Mahon scrive di 328 militari regolari dell'Esercito periti in azione, mentre Missall scrive che i Seminole uccisero 269 tra ufficiali e soldati. Quasi la metà di queste morti ebbe luogo nel Massacro di Dade, nella Battaglia del Lago Okeechobee e nel Massacro di Harney. Similarmente, Mahon riferisce di 69 decessi per la Marina mentre Missal ne indica 41 per la Marina degli Stati Uniti e per il Corpo dei Marine. Ma la Marina e il Corpo dei Marine aggiungono altri che potrebbero essere deceduti dopo essere stati portati fuori dalla Florida come incurabili. Mahon e l'Ufficio delle Istituzioni di Stato della Florida concordano sul fatto che 55 tra volontari, ufficiali e soldati furono uccisi dai Seminole mentre Missall sostiene che il numero non è noto. Comunque non vi sono cifre su quanti uomini della milizia e volontari siano deceduti per malattia o incidenti.
Il numero dei civili bianchi, dei Seminole e dei Seminole Neri uccisi è incerto. Un giornale del nord scrisse che più di 80 civili furono uccisi in Florida nel 1839. Nessuno ha tenuto un conto cumulativo sul numero di Indiani e di Seminole Neri uccisi, o il numero di quelli che morirono di stenti o altre privazioni causate dalla guerra. Anche le persone trasferite a ovest non se la passavano bene. Per la fine del 1843, 3824 Indiani (compresi 800 Seminole Neri) erano stati trasferiti dalla Florida in quello che diverrà il Territorio indiano. Essi furono inizialmente sistemati nella Riserva Creek, il che creava tensioni. L'anno successivo il popolo della Florida ammontava a 3136. Nel 1962, il loro numero era sceso a 2343 Seminole nel Territorio Indiano e forse circa 1500 in Florida.

## Dopo la guerra
La pace regnò in Florida per un po'. I Nativi si trovavano per la maggior parte nella riserva, ma vi furono alcuni scontri minori. Le autorità della Florida continuavano a esercitare pressioni per l'allontanamento di tutti i nativi dalla Florida. I Nativi, per parte loro, provarono a limitare i contatti con i bianchi il più possibile. Col passar del tempo, su questo si verificarono gli incidenti più seri. Il governo si decise ancora una volta a spostare tutti gli Indiani dalla Florida, ed esercitò crescenti pressioni sui Seminole finché questi risposero dando inizio alla Terza guerra seminole (1855–1858).